# 六足论
六足論 ，又稱六分阿毘達磨、六分阿毘曇，佛教說一切有部六本論書的合稱。因後世說一切有部以《發智論》為主流，稱為身論，這六本論書便被視為足論。這六本論書為：
1. 《品类论》，龍樹、玄奘、稱友共傳世友造。
2. 《法蕴论》，玄奘傳目犍連造，稱友傳舍利弗造。
3. 《施设论》，玄奘傳迦旃延造，龍樹、稱友傳目犍連造。
4. 《集异门论》，玄奘傳舍利弗造，稱友傳摩訶拘絺羅造。
5. 《界身论》，玄奘傳世友造，稱友傳富樓那造。
6. 《识身论》，玄奘、稱友共傳提婆设摩(天寂)造。

## 記載
早期記載見於龍樹《大智度論》：
|  | 有人言。六分阿毘曇中。第三分八品之名分別世處分(此是樓炭經作六分中第三分)。是目犍連作。六分中初分八品。四品是婆須蜜菩薩作。四品是罽賓阿羅漢作。餘五分諸論議師所作。 |

## 評價
前三论为佛在世之作，后三论为佛灭后之作，皆为說一切有部所宗。《大智度论》二谓为六分阿毗昙者是也。后世的迦多衍尼子作《发智论》，文义最为广博，故后代之论师，以六论为足，以发智论为身。足为助成之义，此六论助成发智论也。此七论为一切有部宗之根本论藏。《俱舍论光记》一本曰：“前之六论，义门稍少。发智一论，法门最广。故后代论师说六为足，发智为身。此上七论是说一切有部根本论也。”
藏傳佛教中，將發智論與六分阿毘曇，合稱七部對法，或七部阿毘達磨。
印順法師認為，此六論原為獨立論書，但因發智論成為主流，所以被視為是附屬。

## 引用
1. ↑  北宋法護譯《施設論》：「對法大論中世間施設門第一(按釋論有此門梵本元闕)」
2. ↑  印順《說一切有部為主的論書與論師之研究》：「六分是阿毘達磨的六部分，本沒有附屬於『發智論』的意義。由於『發智論』系的高度發達，六論就不免遜色。毘婆沙師特重『發智論』，以『發智論』說為主，而解說會通六論。六分於是形成『 發智論』的附屬，也就稱『發智論』為身，六分為六足了。 」